# Infosport+
 (mai 2025).
Si vous disposez d'ouvrages ou d'articles de référence ou si vous connaissez des sites web de qualité traitant du thème abordé ici, merci de compléter l'article en donnant les références utiles à sa vérifiabilité et en les liant à la section « Notes et références ».
Infosport+ abrégée IS+ est une chaîne d'information sportive payante française du groupe Canal+ appartenant au groupe Vivendi, lui-même contrôlé par le groupe Bolloré, diffusant 24 heures sur 24 sur différents plateformes et bouquets. Initialement lancée en 1998, la chaîne est créée par TPS, bouquet français concurrent de Canalsatellite.

## Histoire de la chaîne
Infosport est fondée en 1998 par TPS Sport sur le réseau satellite TPS pour concurrencer l'Équipe TV qui vient d'être lancée sur le bouquet satellite concurrent Canal Satellite.
Lors de la fusion des diffuseurs TPS et de Canalsat en 2007 pour former le nouveau Canalsat, Infosport est reprise par MultiThématiques, filiale du Groupe Canal+.
Le 17 mai 2011, la chaîne devient Infosport+ à la suite de la volonté du Groupe Canal+ de rajouter un lien entre la chaîne "mère" Canal+ et celle de MultiThématiques.
Depuis le 9 juin 2016, Infosport+ est disponible en HD et abrégée IS+.
Depuis le 1er juillet 2016, la chaîne n'est plus diffusée sur Numericable pour être seulement sur les offres Canal.

### Identité visuelle (logo)
À la suite de son changement de nom le 17 mai 2011, la chaîne adopte un nouvel habillage créée par l'agence Dream On. Il est similaire à sa chaîne sœur Sport+ mais diffère de leur couleur dominante: le blanc pour Infosport+ et le noir pour Sport+. Depuis le 28 août 2017, la chaîne change les synthés et la newsbar du même que CNews. Les jingles et génériques de 2016 restent inchangés.
En 2022 en raison d'un partage de programmes avec cette dernière is+ adopte un habillage inspiré de celui de +sport360

#### Infosport

Logo d'Infosport du 10 juillet 1998 au 24 avril 2005.
Logo d'Infosport du 25 avril 2005 au 20 mars 2007.
Logo d'Infosport du 21 mars 2007 au 23 août 2009.
Logo d'Infosport du 24 août 2009 au 16 mai 2011.

#### Infosport+

Logo d'Infosport+ du 17 mai 2011 au 9 juin 2016.
Logo d'Infosport+ depuis le 9 juin 2016.
Logo d'Infosport+ raccourci en IS+ depuis le 9 juin 2016.

### Slogans
- « La chaîne sport de TPS » (2005-2007)
- La chaîne d'info sportive du groupe Canal+ (depuis 2011)

## Organisation

### Dirigeants
Directeur général :
- Nicolas Bert : 2006 - 2011
- Florent Houzot : 2011 - 2012
- Jean-Philippe Goron : 2012-2014
- Gregory Nowak : depuis 2016

### Capital
Infosport était éditée par TPS Sport, société dont le capital était intégralement détenu par TPS jusqu'au 4 janvier 2007.
Le capital de la chaîne est aujourd'hui de 7 500 euros détenu par Canal+ Distribution, filiale à 100 % de Canal+ France, elle-même filiale à 80 % du Groupe Canal+.

### Siège
L'ancien siège d'Infosport était situé au 145, quai de Stalingrad à Issy-les-Moulineaux dans les Hauts-de-Seine, ancien siège social de TPS.
Son siège actuel est situé place du Spectacle à Issy-les-Moulineaux (Hauts-de-Seine), siège du Groupe Canal+ et de MultiThématiques.

## Programmes
Infosport+ diffuse un nouveau journal en direct tous les quarts d'heure entre 6 h et minuit (plus long lorsque l'actualité le nécessite), présentant un panorama de l'actualité sportive, ainsi que 2 magazines aux thèmes rugby et football. Certains journaux sont également retransmis sur CNEWS.

### Émissions (deseptembre 2023)
- La Matinale du lundi au vendredi de 6 h à 10 h et samedi au dimanche de 7 h à 12 h
- Le JT du lundi au vendredi de 10 h à 18 h
- JT de langue des signes du lundi à vendredi 16 h et samedi au dimanche 11 h
- Club 360 du lundi au vendredi de 18 h à 20 h 20
- Jour de foot du lundi au vendredi de 20 h 20 à 20 h 50
- Night Session du lundi au jeudi de 21 h à 0 h 0
- Club Week-End du samedi et dimanche de 12 h à 18 h
- Sports Week-End du vendredi de 21 h à 0 h 30 et samedi et dimanche de 18 h à 0 h 30
- ZapSport du lundi au vendredi de 20 h 50 à 21 h

## Présentateurs
- La Matinale : Tout-images
- La Matinale (Week-end) : Clément Halberstadt, Sandra Tshiyombo
- Le JT : Tout-images
- Club 360 : Lyes Houhou, Virginie Ramel
- Club Week-end : Louis Vix, Romain Favril
- Sports Week-end  : Damien Bourdeilh
- Jour de Foot : Éric Besnard

### Anciens présentateurs et journalistes
- Estelle Denis (1998-2001)
- Romain Del Bello (1998-2000)
- François Trillo (1998-2000)
- Valérie Amarou (1999-2003)
- Daniel Riolo (1999-2001)
- Thomas Thouroude (2000-2008)
- Maya Lauqué-Médina (2000-2004)
- Olivier Tallaron (2002-2008)
- Stéphanie de Muru (2003-2004)
- Patrice Boisfer (2004-2007 puis 2009-2010)
- Christine Carnaud (2004-2009)
- Erika Moulet (2004-2005)
- Isabelle Moreau (2004-2005)
- Sophie Feracci (2007-2010)
- Marie Inbona (2007-2009)
- Messaoud Benterki (2004-2009)
- Isabelle Ithurburu (2009-2012)
- Martin Kona (2003-2009)

### Anciens consultants et chroniqueurs
- Raymond Domenech
- Bernard Lama
- Fabrice Landreau
- Paul Belmondo
- Richard Dacoury
- Thierry Roland
- François Pesenti
- Claude Askolovitch
- Sylvain Attal
- Steve Savidan
- Marc Libbra